# Club Atlético Illunbe

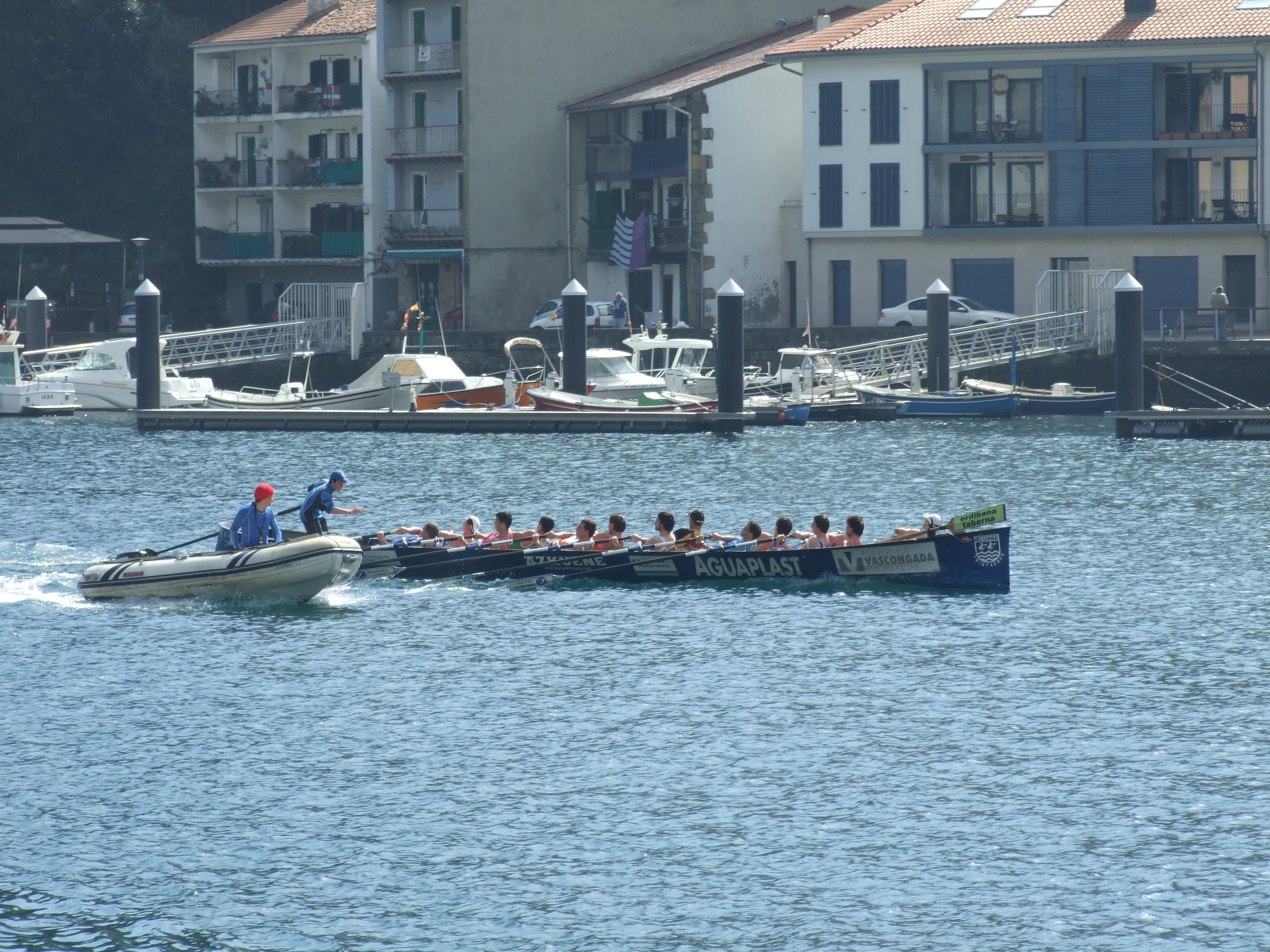
Entrenamiento de la trainera de Trintxerpe en 2014.

El Club Atlético Illunbe (que compite oficialmente como Trintxerpe Funeraria Vascongada) es un club de remo del distrito de Trincherpe de la localidad guipuzcoana de Pasajes.

## Historia
Fue fundado en 1987 y a lo largo de su historia ha participado en 4 banderas de la Concha (llegando en 2 a la tanda de honor) y en 2 Ligas ACT, contribuyendo con ello junto a Koxtape y Sanpedrotarra a que Pasajes sea la única localidad del Cantábrico que ha tenido tres representantes en la máxima categoría del remo. En 2007, por distintas razones, la trainera no pudo competir regresando a las aguas en 2008.

## Resultados
| Año  | Liga             | C.Esp            | Concha           | C.PV             | C.Gui            | Trainera         | Entrenador                   | Patrón                                           |
| ---- | ---------------- | ---------------- | ---------------- | ---------------- | ---------------- | ---------------- | ---------------------------- | ------------------------------------------------ |
| 2006 | ARC 1: 4.º       | -                | 21.º             | -                | 9.º              |                  |                              |                                                  |
| 2007 | No sacó trainera | No sacó trainera | No sacó trainera | No sacó trainera | No sacó trainera | No sacó trainera | No sacó trainera             | No sacó trainera                                 |
| 2008 | ARC 2: 3.º       | -                | 23.º             | -                | 8.º              |                  | Manuel Pérez Fajardo         | Xabier Goienetxea Bilbao                         |
| 2009 | ARC 2: 2.º       | -                | 22.º             | -                | 8.º              |                  | Manuel Pérez Fajardo         | Xabier Aguirre Ruiz y Xabier Goienetxea Bilbao   |
| 2010 | ARC 1: 12.º      | -                | 22.º             | -                | 9.º              |                  | Manuel Pérez Fajardo         | Xabier Aguirre Ruiz y Iñaki Pérez Señorena       |
| 2011 | ARC 2: 5.º       | -                | 23.º             | -                | 9.º              |                  | Manuel Pérez Fajardo         | Iñaki Pérez Señorena                             |
| 2012 | ARC 2: 1.º       | -                | 15.º             | -                | 8.º              |                  | David Iglesias Albizu        | Iñaki Pérez Señorena                             |
| 2013 | ARC 1: 5.º       | -                | 19.º             | -                | 5.º              |                  | David Iglesias Albizu        | Unai Oliden Olasagasti y Ramón Erostarbe Lobelos |
| 2014 | ARC 1: 7.º       | -                | 21.º             | -                | 7.º              |                  | Josetxo Arrizabalaga Leiñena | Unai Oliden Olasagasti                           |
| 2015 | No sacó trainera | No sacó trainera | No sacó trainera | No sacó trainera | No sacó trainera | No sacó trainera | No sacó trainera             | No sacó trainera                                 |
| 2016 | No sacó trainera | No sacó trainera | No sacó trainera | No sacó trainera | No sacó trainera | No sacó trainera | No sacó trainera             | No sacó trainera                                 |
| 2017 | No sacó trainera | No sacó trainera | No sacó trainera | No sacó trainera | No sacó trainera | No sacó trainera | No sacó trainera             | No sacó trainera                                 |

## Palmarés

### Traineras
- Bandera de Fortuna: 1995
- Bandera de Erandio: 1996
- Bandera de Biárriz: 1996
- Bandera de Pasajes: 1997
- Bandera Ría del Asón: 2002 y 2012
- Campeonato del País Vasco de Traineras: 2003
- Bandera de Fuenterrabía: 2003
- Bandera de Zarauz: 2003
- Bandera de Mundaca: 2009
- Bandera Donostiarra: 2009
- Bandera Ayuntamiento de Gozón: 2012
- Bandera Donostiarra: 2012
- Bandera de Hibaika: 2012
- Bandera Bixigu Eguna: 2012
- Bandera de Algorta: 2012
- Bandera de Plencia: 2012
- Bandera Ciudad de Castro Urdiales: 2012
- Bandera de Santander: 2012
- Bandera de Mundaka: 2012
- Campeón de liga ARC2: 2012

### Bateles
- Campeonato de Guipúzcoa de Bateles 1998.
- Campeonato del País Vasco de Bateles 1998.